# غويلرمو كابريرا
غويلرمو كابريرا (بالإنجليزية: Guillermo Cabrera)‏ هو سباح دومينيكي، ولد في 28 فبراير 1982 في سانتو دومينغو في جمهورية الدومينيكان.